# Mrčkovac
Mrčkovac (cyr. Мрчковац) – wieś w Serbii, w okręgu braniczewskim, w gminie Golubac. W 2011 roku liczyła 239 mieszkańców.